# Tasitolu
Tasitolu (tétum: Tasitolu ou Tasi tolu, tradução literal:  'três águas' ) é uma área protegida na costa de Timor-Leste, 8 quilômetros a oeste da capital Díli.  
As zonas húmidas de Tasitolu incluem três lagos salinos, uma esplanada e uma praia; foi designada como Zona Húmida de Importância Nacional. O Parque da Paz de Tasitolu foi designado em 2002 devido à sua importância cultural e histórica. A Área Importante para Aves de Tasitolu acomoda várias espécies quase ameaçadas. Um projeto de reflorestamento de 2004, que incluiu a participação de membros da comunidade, foi financiado pelo governo nacional. Após a crise timorense de 2006, várias centenas de pessoas buscaram refúgio no acampamento de tendas de Tasitolu, estabelecido pelo Alto Comissariado das Nações Unidas para Refugiados. A INTERFET, uma força militar internacional de manutenção da paz liderada pela Austrália e governada pelas Nações Unidas, estabeleceu uma base em Tasitolu.

## Geografia

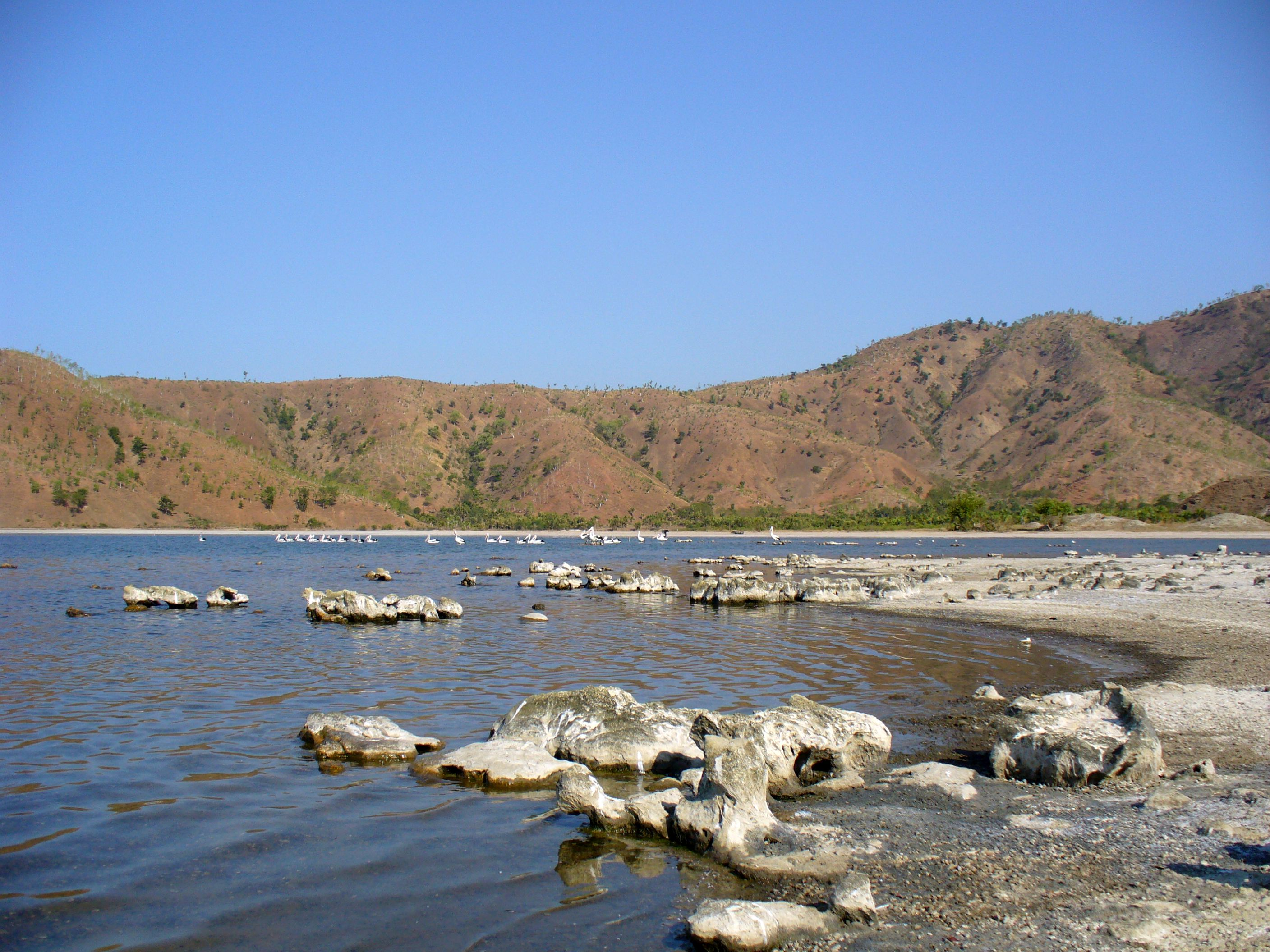
Margem do lago.

Tasitolu fica no oeste do Suco de Comoro, no subdistrito de Dom Aleixo. Faz parte do Município de Díli, que é o menor dos treze distritos de Timor-Leste, sendo o mais populoso e o centro econômico e político do país. Situado na costa norte da ilha de Timor , que é a mais oriental das Ilhas da Sonda Menor, Tasitolu fica no Estreito de Wetar/Estreito do Mar de Wetar Savu. É acessado pela estrada Díli-Kupang. A Estação Rodoviária de Tasitolu está localizada a 500 metros ao norte do lago mais oriental, e outro centro de transporte, o Aeroporto Internacional Presidente Nicolau Lobato , fica a 1.500 metros de distância.
Situada a uma altitude de 0–403 metros acima do nível do mar, a área protegida de 700 hectares (área total: 1.540 hectares ) consiste em três lagos salinos rasos e permanentes e áreas úmidas ao redor. Em alguns anos, a água dos lagos fica vermelha, provavelmente devido a algas vermelhas . Há também cristas de cabeceira e uma praia. A área da praia tem vários locais de mergulho que são desenvolvidos para turistas. A visibilidade do recife é excelente, não há correntes e o banco de areia desce gradualmente.  Uma estreita esplanada salina está situada entre a montanha e o mar. Tasitolu, Areia Branca , Hera, Metinaro e Tibar fazem parte de uma rede de zonas úmidas costeiras de extensos habitats de lodaçais e manguezais. 

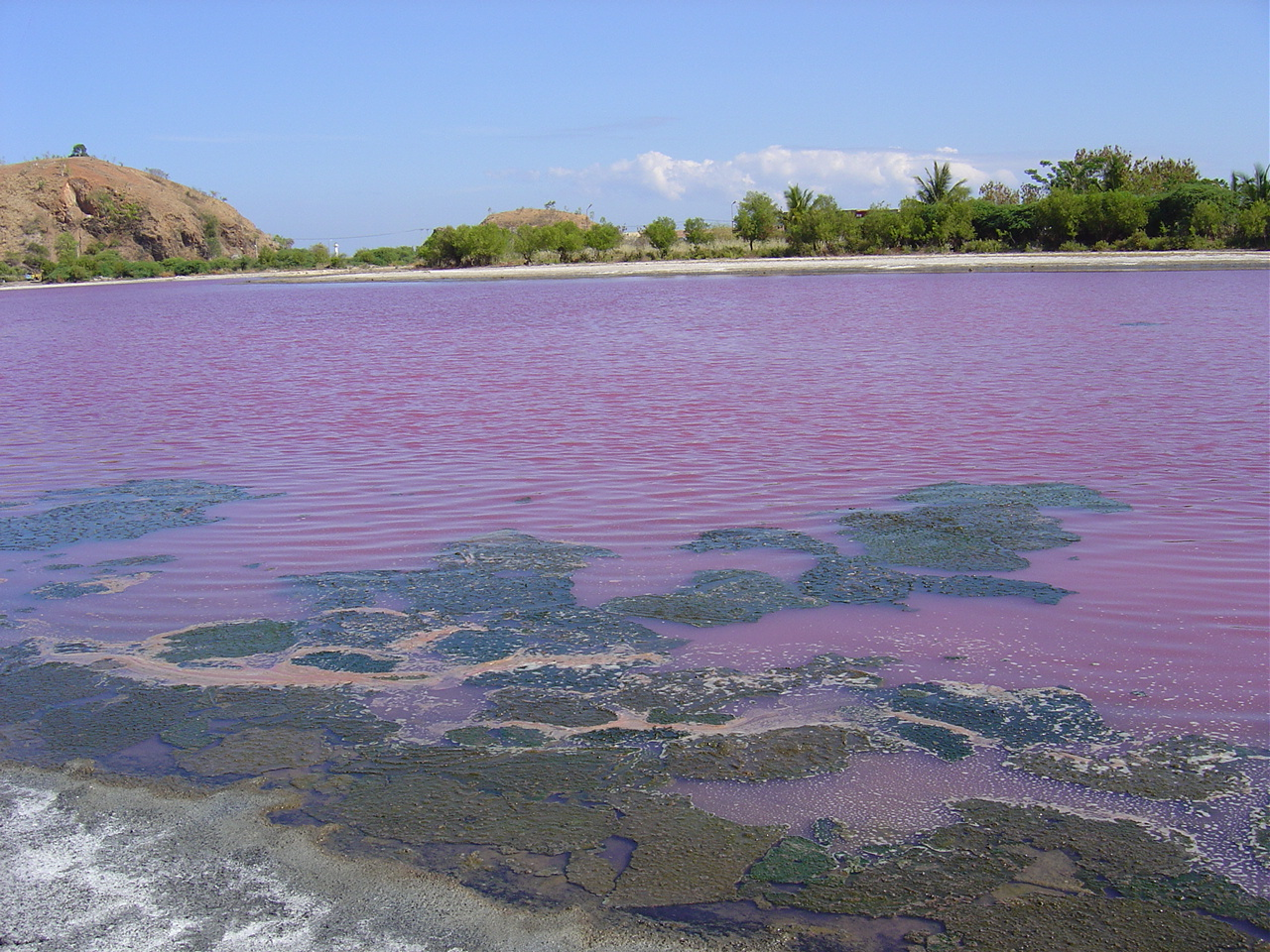
Coloração vermelha em 2006.

## História
Algumas pessoas acreditam que a água do lago fica vermelha porque muitas vítimas dos invasores durante a ocupação indonésia (1975-1999) estão enterradas no local. O fato de as últimas colorações terem ocorrido nos anos de 1975, 1999 e 2006, todos anos em que Timor-Leste teve que lidar com eventos violentos (a Guerra Civil e a invasão indonésia em 1975, a crise em 1999 e a agitação em 2006), também leva à superstição em relação à coloração. Tasitolu foi, em certa época, um ponto de encontro popular para as ABRI; e, após a invasão de 1975, muitas pessoas Maubere foram mortas aqui, algumas por meio de voos da morte.
A aproximadamente 400 metros do lago central, uma casa tradicional foi construída em preparação para a visita do Papa João Paulo II em 1989. Ele chegou em outubro, discursando para uma multidão no "Altar de Tasitolu",  e falava a língua local tétum, bem como inglês.  Após sua morte, um monumento de 6 metros de altura dedicado ao Papa foi erguido em 2008;  fica em uma colina no lado oeste da Baía de Díli, em frente a uma estátua de Jesus Cristo no subdistrito de Cristo Rei no lado leste. Uma capela ao lado da estátua lembra sua visita. 

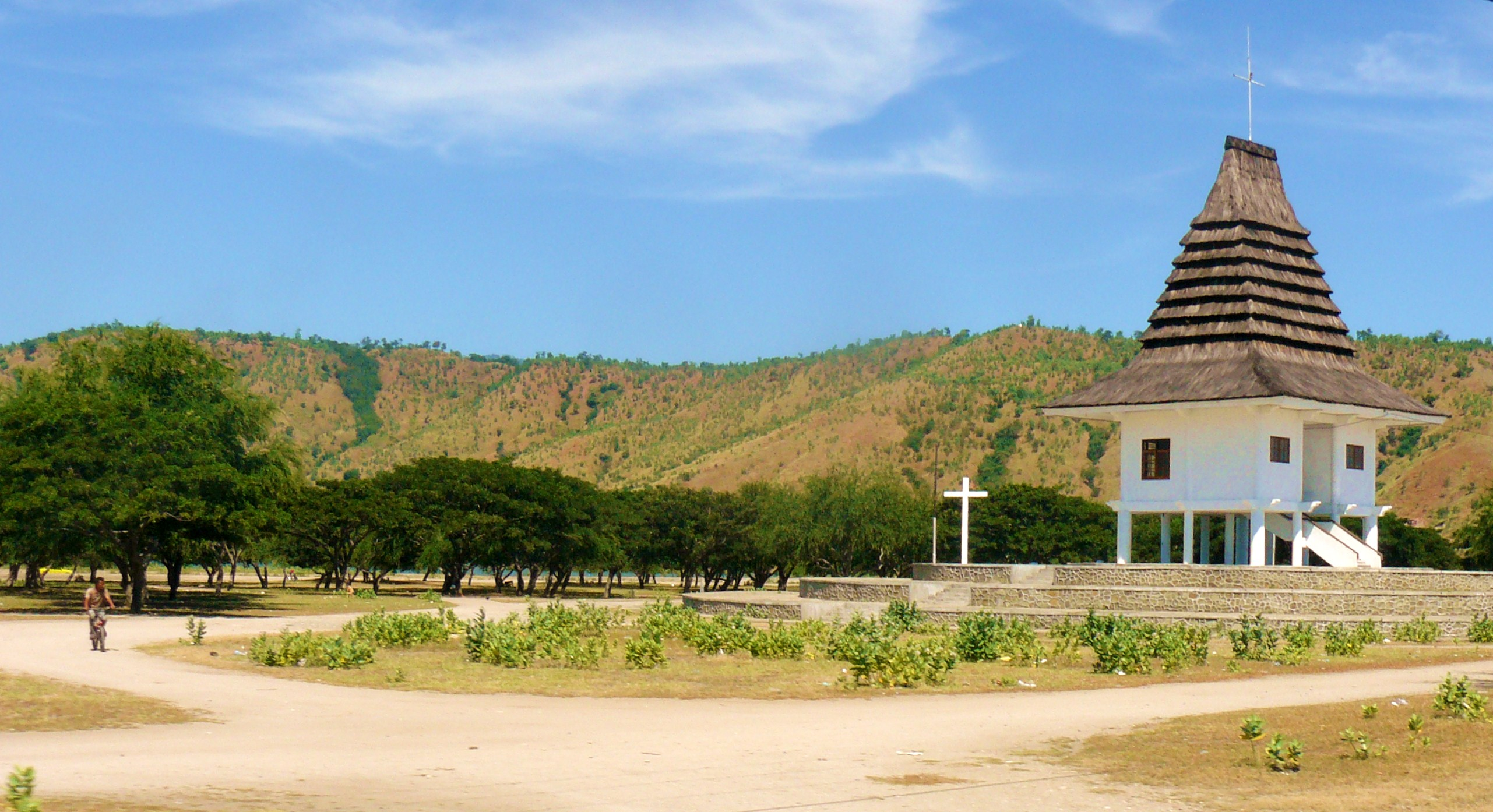
Igreja de Tasitolu

Foi em Tasitolu que, em 2002, Timor-Leste declarou a sua independência. Tasitolu foi designado pelo Governo de Timor-Leste como Parque da Paz em 20 de Maio de 2002, devido à sua importância social e histórica. Duzentas árvores foram plantadas no Parque da Paz em 12 de Fevereiro de 2004, quando foi lançado pelo Presidente Xanana Gusmão. Nos últimos anos, foi estabelecida em Tasitolu uma base militar internacional de manutenção da paz. 

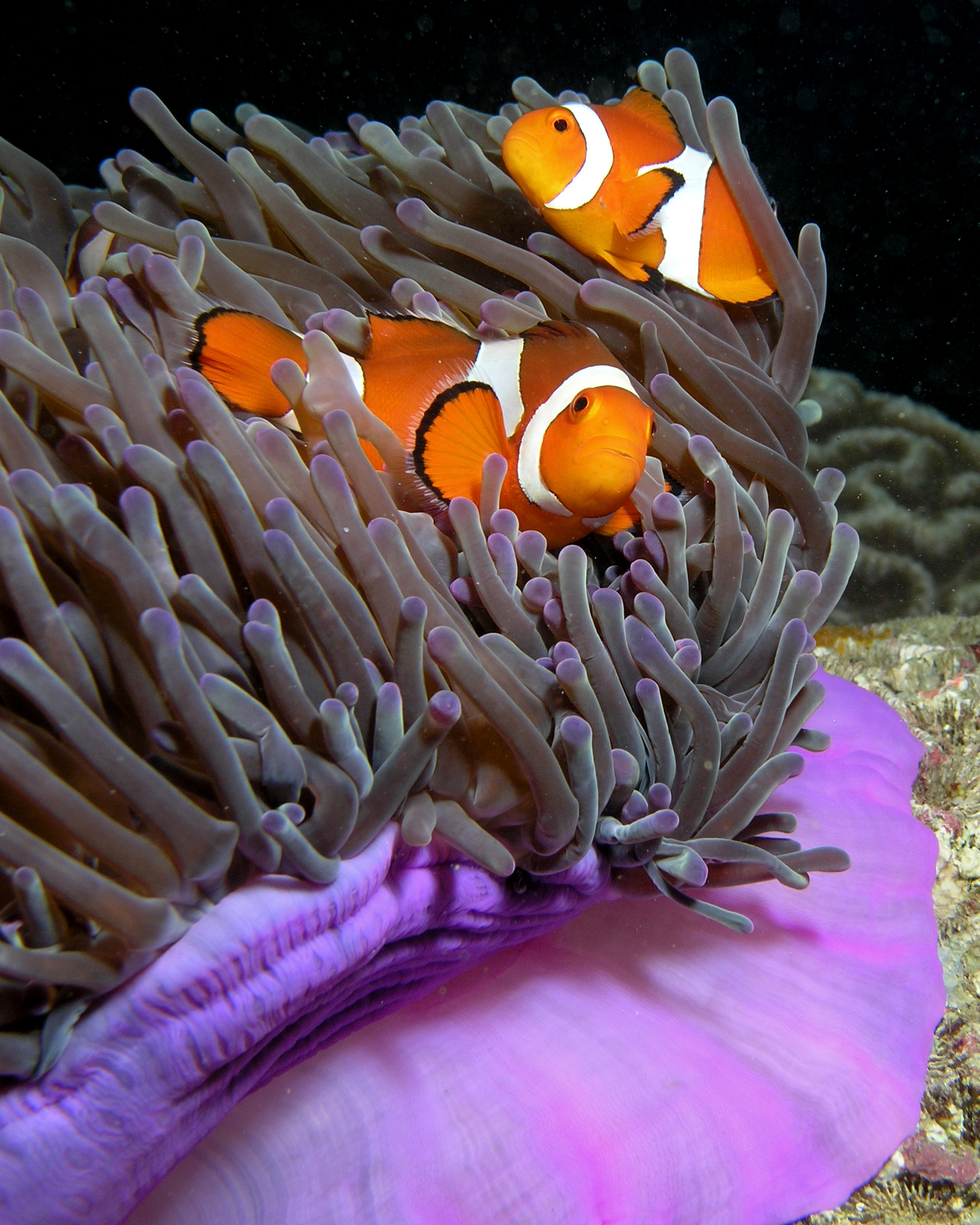
Anêmona e peixe-palhaço na região

Durante o conflito de 2006, aproximadamente 150.000 pessoas em Timor-Leste deixaram suas casas e buscaram refúgio como pessoas deslocadas internamente (IDP) no que se tornou um acampamento de tendas com instalações limitadas em Tasitolu, um dos seis abrigos de transição no distrito de Díli.  A IBA (Important Bird Area) Tasitolu foi criada em 2007.  No final de outubro de 2008, foram discutidos os planos para um hotel cinco estrelas com 350 quartos em Tasitolu; seria o primeiro hotel de luxo do país, a ser construído em 2012 entre duas cadeias de montanhas, com um campo de golfe de 27 buracos situado entre os lagos e um parque empresarial. Durante as escavações para o hotel, foram encontrados os restos mortais de nove pessoas, vítimas da ocupação indonésia.  Acredita-se que os dois que usavam uniformes militares portugueses tenham sido combatentes da liberdade das Falintil . Também em 2008, cerca de 100 corpos foram encontrados perto de Tasitolu, no Delta Comorro.  Em Setembro de 2009, o Ministro da Solidariedade Social anunciou que o Abrigo Transitório de Tasi Tolu iria encerrar e que as famílias afectadas iriam receber assistência através de pacotes de recuperação ou reintegração.  No décimo aniversário da independência do país, em 2012, Tasitolu foi novamente o local de um acontecimento histórico quando o novo Presidente Taur Matan Ruak assumiu o cargo de José Ramos-Horta. 

## Flora e fauna
Além do lago salgado, o habitat é caracterizado como pastagem, savana e floresta tropical seca. Há povoamentos de manguezais e eucaliptos. Todos os anos, centenas de aves aquáticas da Rússia chegam durante o inverno. Muitas aves nativas também vivem na área.  Um total de 71 espécies de aves foram relatadas como observadas lá, incluindo sete listadas como Quase Ameaçadas (NT) na Lista Vermelha da União Internacional para a Conservação da Natureza (IUCN) e 15 listadas como espécies de alcance restrito.  As populações de espécies NT incluem pombas-cuco-ardósia, pombos-imperiais de cabeça rosa , papagaios-de-ombros-oliva , chatos-de-barriga-branca e pardais-de-timor.
Os dugongos são frequentemente observados em Tasitolu, embora em 2019 não estivessem disponíveis informações detalhadas sobre a localização, tamanho e características do seu habitat na área. As ervas marinhas, que servem os dugongos, são distribuídas ao longo da praia de Tasitolu, e os dugongos claramente se alimentam e dependem do ecossistema de ervas marinhas. Há também uma cobertura substancial de corais vivos na área. Defalópodes, crustáceos, peixes-sapo, peixes-cachimbo fantasma arlequim , pequenos polvos, rinopias, cavalos-marinhos e caranguejos de coral mole abrangem parte da outra vida marinha em Tasitolu. 

## Conservação
Tasitolu foi designada como Zona Húmida de Importância Nacional e Parque da Paz. A área protegida de Tasitolu está sob ameaça de uso humano devido à proximidade com a capital. Essas ameaças incluem coleta de madeira, despejo urbano, extração industrial de rochas e areia, agricultura, transporte e turismo. A conservação da natureza e a pesquisa constituem um uso importante da terra.  Como tal, um projeto de reflorestamento de 2004 foi financiado pelo Departamento de Silvicultura do Ministério da Agricultura, Silvicultura e Pesca, e incluiu a participação de membros da comunidade. Tasitolu não foi incluída nas pesquisas da FAO / PNUD de 1982 ou do Projeto de Planejamento Físico Regional para Transmigração (RePPProT) de 1989. Mas foi incluída na pesquisa da Administração Transitória das Nações Unidas em Timor-Leste (UNTAET) de 2000 e, em 2007, tornou-se a décima terceira área em Timor-Leste a receber a designação IBA. Juntamente com outras IBAs do país, Tasitolu faz parte da Área Endémica de Aves de Timor e Wetar (EBA). 